# المرايعة (أسلم)

تعديل مصدري - تعديل

المرايعة هي إحدى قرى عزلة أسلم الوسط بمديرية أسلم التابعة لمحافظة حجة، بلغ تعداد سكانها 181 نسمة حسب تعداد اليمن لعام 2004.